# Padre mio (film)
Padre mio è un mediometraggio documentario del 2021 diretto da Antonio D'Ottavio.

## Trama
Il documentario nasce da un’idea di Davide Cavuti e Antonio D’Ottavio, per raccontare attraverso la poesia, la Passione di Cristo: gli attori coinvolti interpretano le parole dei grandi poeti da Jacopone da Todi a Dante, da Mario Luzi a Madre Teresa.

## Colonna sonora
La musica è composta da Davide Cavuti ed eseguita da Antonio Scolletta al violino, Giancarlo Giannangeli al violoncello, Paolo di Sabatino al pianoforte e l’orchestra I Musici del Sirena.
Nei titoli di coda è presente il brano Stupor del mondo di Davide Cavuti cantato da Antonella Ruggiero. Il tenore Piero Mazzocchetti interpreta il Miserere di Saverio Selecchy e l’Ave Maria di Charles Gounod.